# 알로사 항공

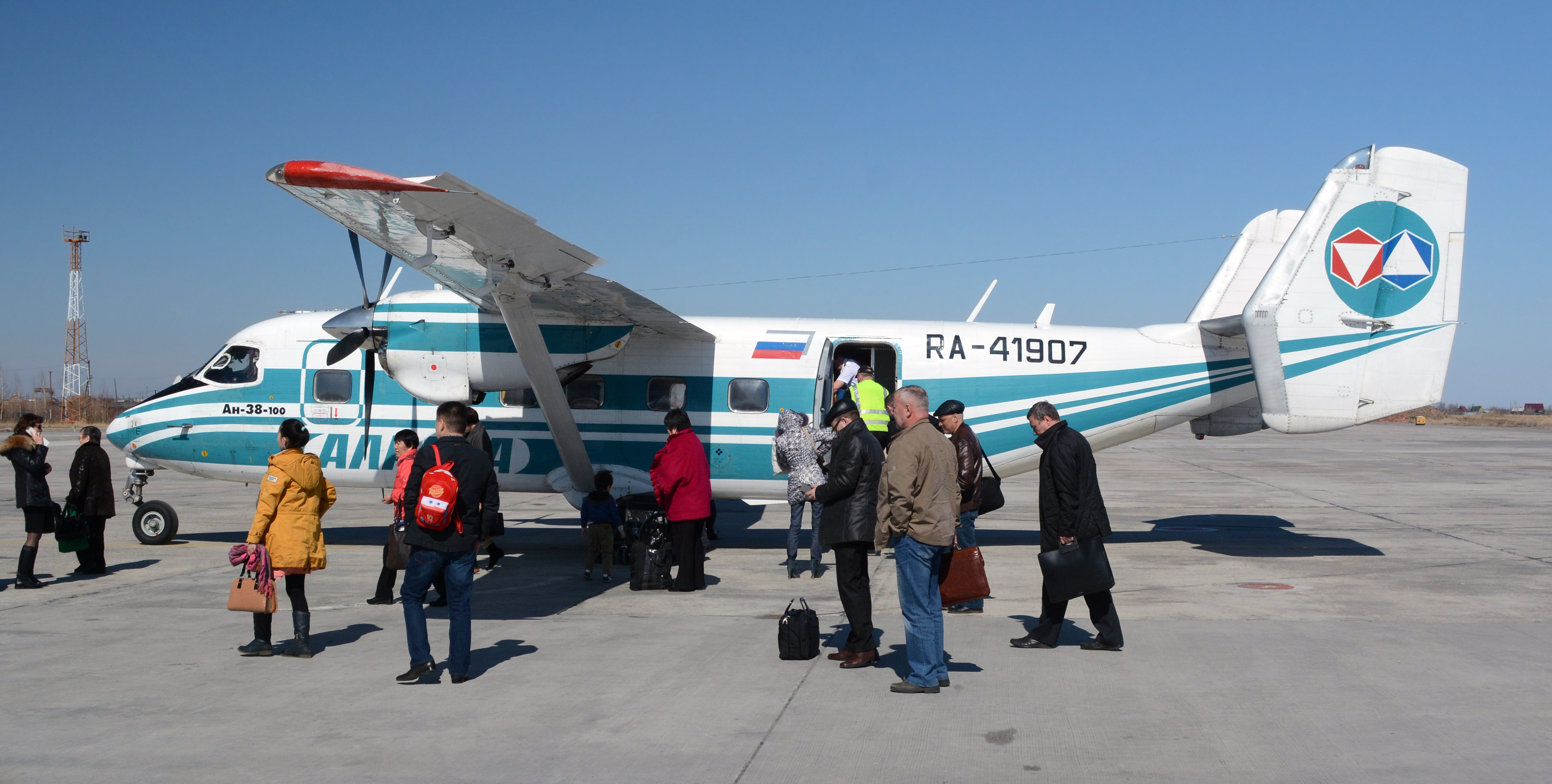
알로사 An-38

알로사 항공(ALROSA, 러시아어: ЗАО «Авиакомпания АЛРОСА»)은 러시아 미르니의 항공사이다. 베이스는 민리공항과 폴리아니공항에 있다. 국내 예약 및 전세기 항공편을 운영한다.
알로사 항공은 러시아의 광산기업 알로사에 의해 설립되었다. 자매 기업 알로사 아비아는 1992년 설립되었다.